# Powiat Schönau

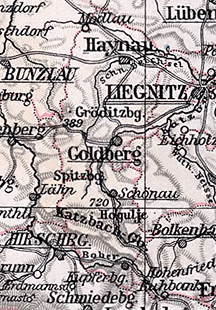
Kreis Schönau, 1905 r.

Powiat Schönau (niem. Kreis Schönau, pol. powiat świerzawski) – niemiecki powiat istniejący w okresie od 1818 do 1932 r. na terenie prowincji śląskiej.
Powiat Schönau powstał w 1818 r. poprzez wydzielenie z powiatu Hirschberg im Riesengebirge i należał początkowo do rejencji dzierżoniowskiej pruskiej Prowincji Śląsk, a po jej likwidacji w 1820 r. włączono go do rejencji legnickiej. W 1932 r. został zlikwidowany poprzez połączenie z powiatem Goldberg-Haynau w powiat Goldberg.
W 1910 r. powiat obejmował 69 gmin o powierzchni 348,91 km² zamieszkanych przez 26 020 osób.